# Gare de Sclaigneaux
La gare de Sclaigneaux est une gare ferroviaire belge de la ligne 125 de Liège à Namur située à Vezin section de la commune d'Andenne, en Région wallonne, dans la province de Namur. La gare dessert principalement le village de Sclayn, également section d'Andenne, accessible situé sur l'autre rive de la Meuse, un pont routier permet la traversée.
Elle est mise en service en 1850 par la Compagnie de chemin de fer de Namur à Liège. C'est une gare de la Société nationale des chemins de fer belges (SNCB) desservie par des trains omnibus (L).

## Situation ferroviaire
La ligne de chemin de fer longe la Meuse sur la rive gauche, seul endroit favorable à son installation. Établie à 86 m d'altitude, la gare de Sclaigneaux est située au point kilométrique (PK) 45,5 de la ligne 125, de Liège à Namur, entre les gares ouvertes de Château-de-Seilles et de Namêche. Un tunnel de 225 mètres a été percé à la sortie du hameau vers Seilles. 

## Histoire
Le 20 juin 1845, le gouvernement belge concède la construction de la ligne Namur-Liège. Mais les crises financière et alimentaire de 1847 ainsi que la perturbation résultant de la Révolution française de 1848 ébranlent le crédit public et les travaux ne peuvent être terminés.
La station de Sclaigneaux est mise en service le 18 novembre 1850 par la Société des chemins de fer de Namur à Liège et de Mons à Manage avec leurs extensions, lorsqu'elle ouvre à l'exploitation la section principale de sa ligne de Namur à Liège.
Ce furent les locomotives à vapeur « Crampton » inventées par Thomas Russel Crampton qui roulèrent entre Liège et Namur à 100 km/h.
En 1853, la desserte a déjà progressé pour qu'il soit question d'étendre l'emprise du chemin de fer. L'arrêté royal du 23 novembre 1853 « autorise l'expropriation pour cause d'utilité publique de propriétés devant servir à l'agrandissement de la station de Sclaigneaux ».
Le 28 juin 1854, la compagnie de Namur-Liège remet son exploitation à la compagnie du Nord Français moyennant une rente fixe pour la durée de la concession. Les travaux sont alors achevés rapidement grâce à un prêt de 1 300 000 francs.
Avec l'essor de l'industrie Dumont à la fin du XIXe siècle, on crée un second arrêt à Sclaigneaux, « Usine Dumont », réservé aux ouvriers. En 1896, l'usine comptait 1 231 ouvriers et deux mille en 1920. 
En 1913, la proportion des voyageurs est de 1 pour la première classe, de 10 pour la deuxième et de 88 pour la troisième.
Le 10 mai 1940, date d'entrée en guerre de la Belgique, l'exploitant privé est nationalisé pour des raisons stratégiques et confié à la SNCB créée par la loi du 23 juillet 1926.
En 1970, la ligne fut électrifiée à 3000 volts courant continu. L'usine Dumont, reconvertie en 1944 en atelier de construction métallique avec 200 ouvriers ferma ses portes en 1977 et l'arrêt "Usine Dumont" fut alors supprimé. 
De 1986 à 2011, la gare fut louée par la SNCB à une maison de jeunes andenaise, l'ASBL Le Hangar.
Début 2022, la SNCB met le bâtiment en vente.

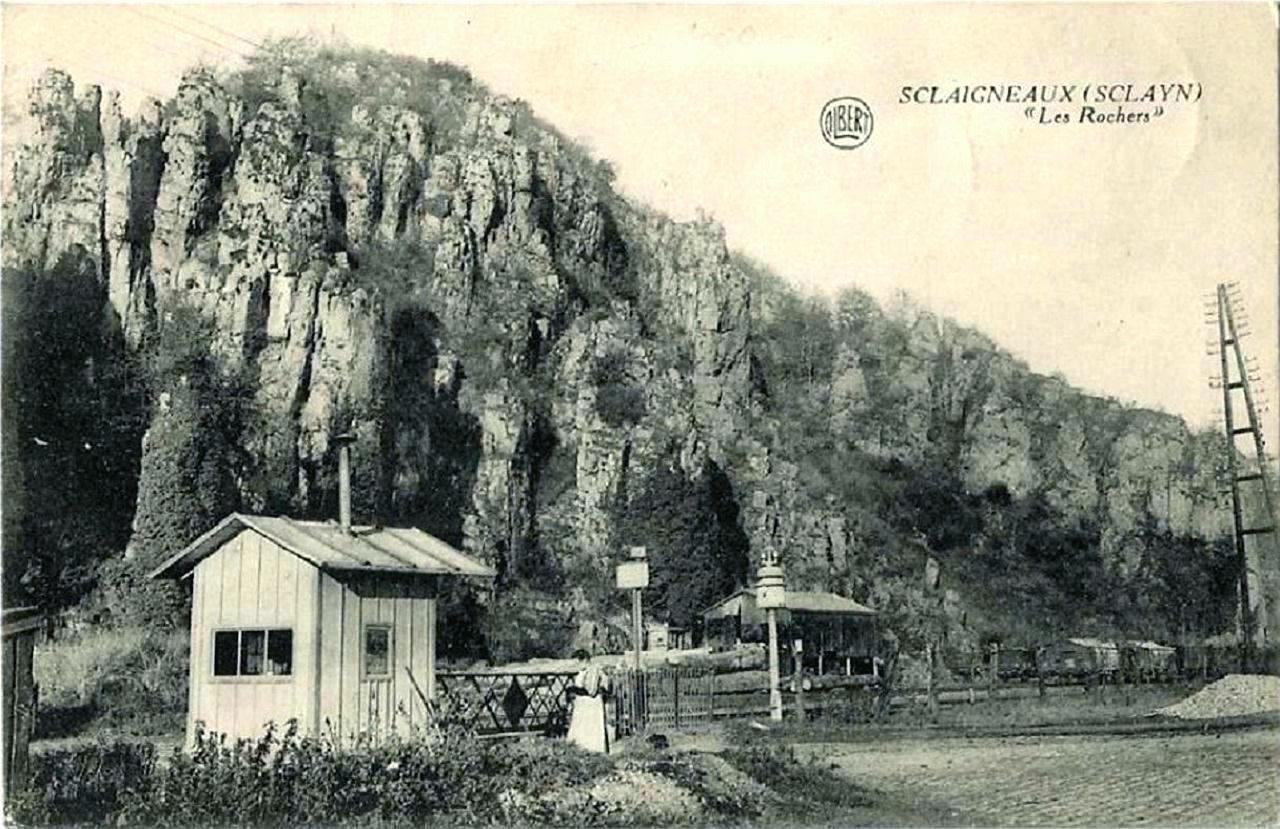
Passage à niveau vers 1895.
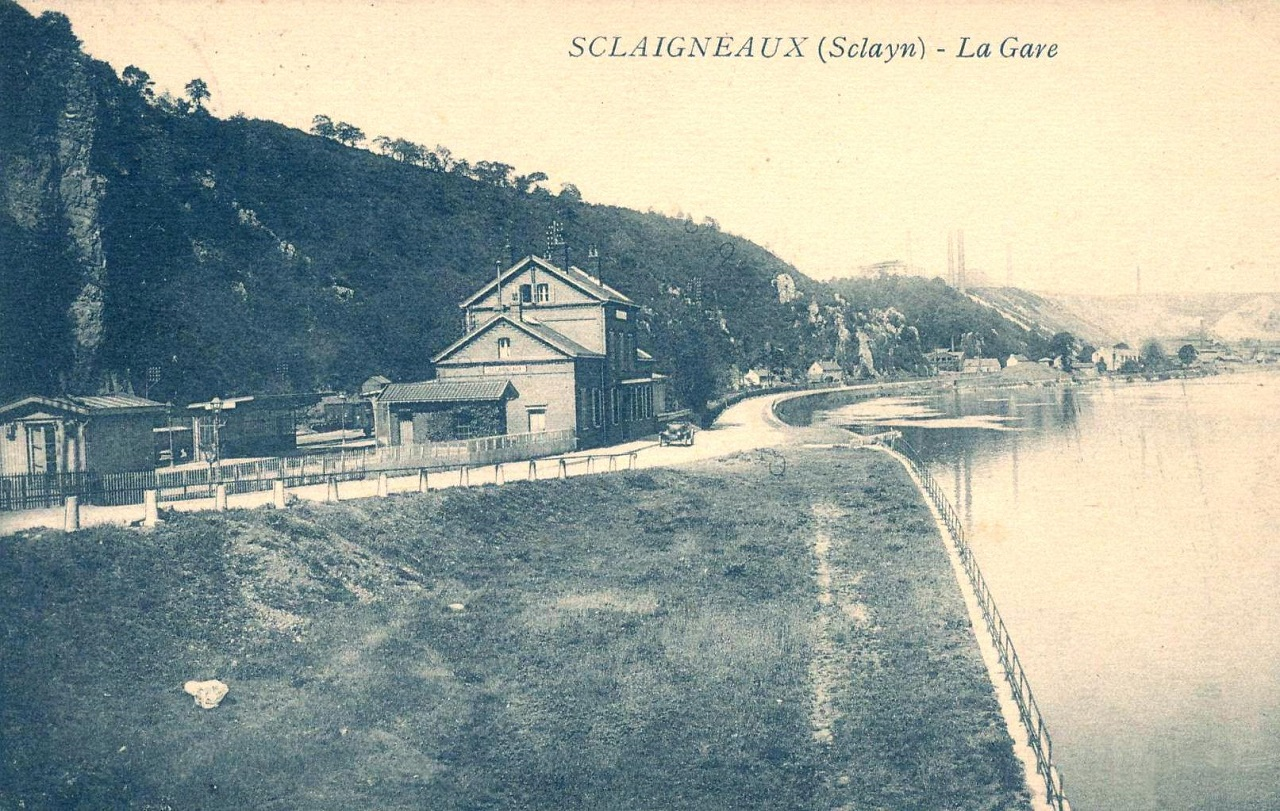
Gare de Sclaigneaux vers 1910.
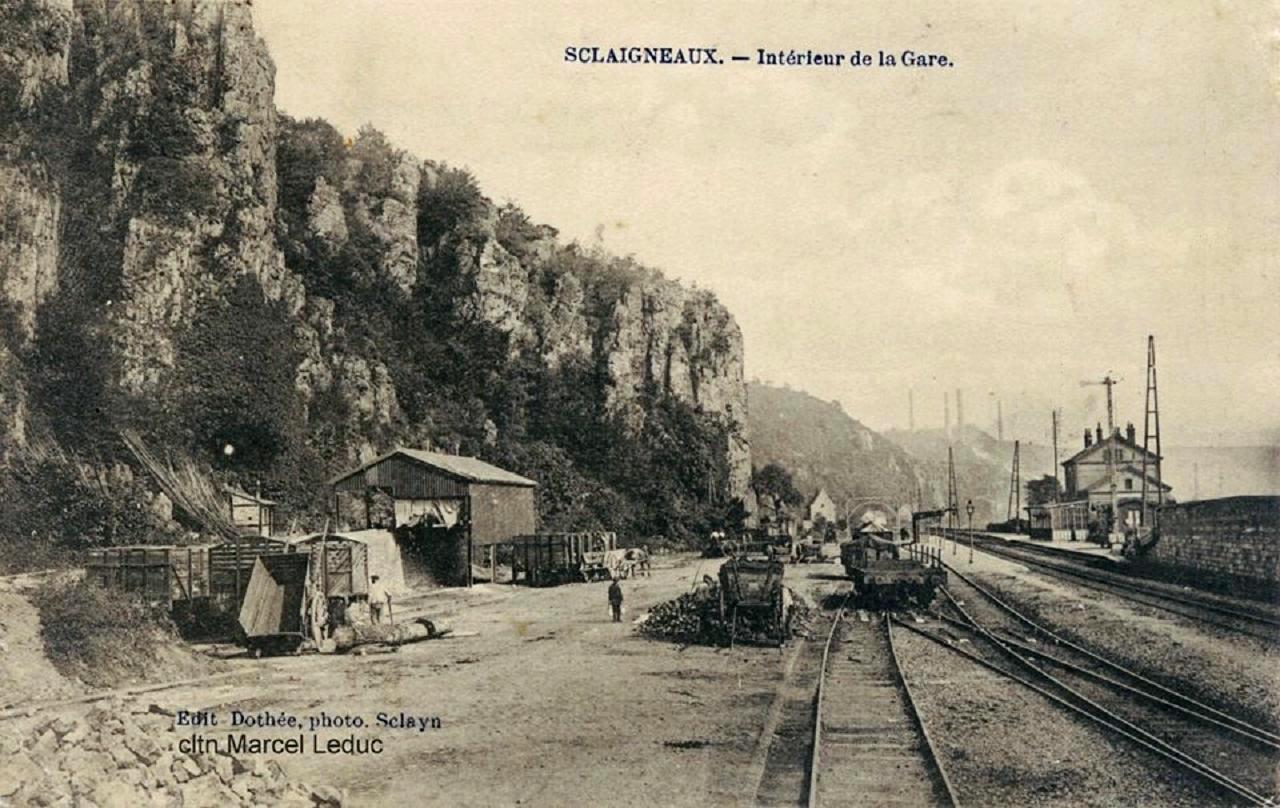
Autre vue vers 1910.
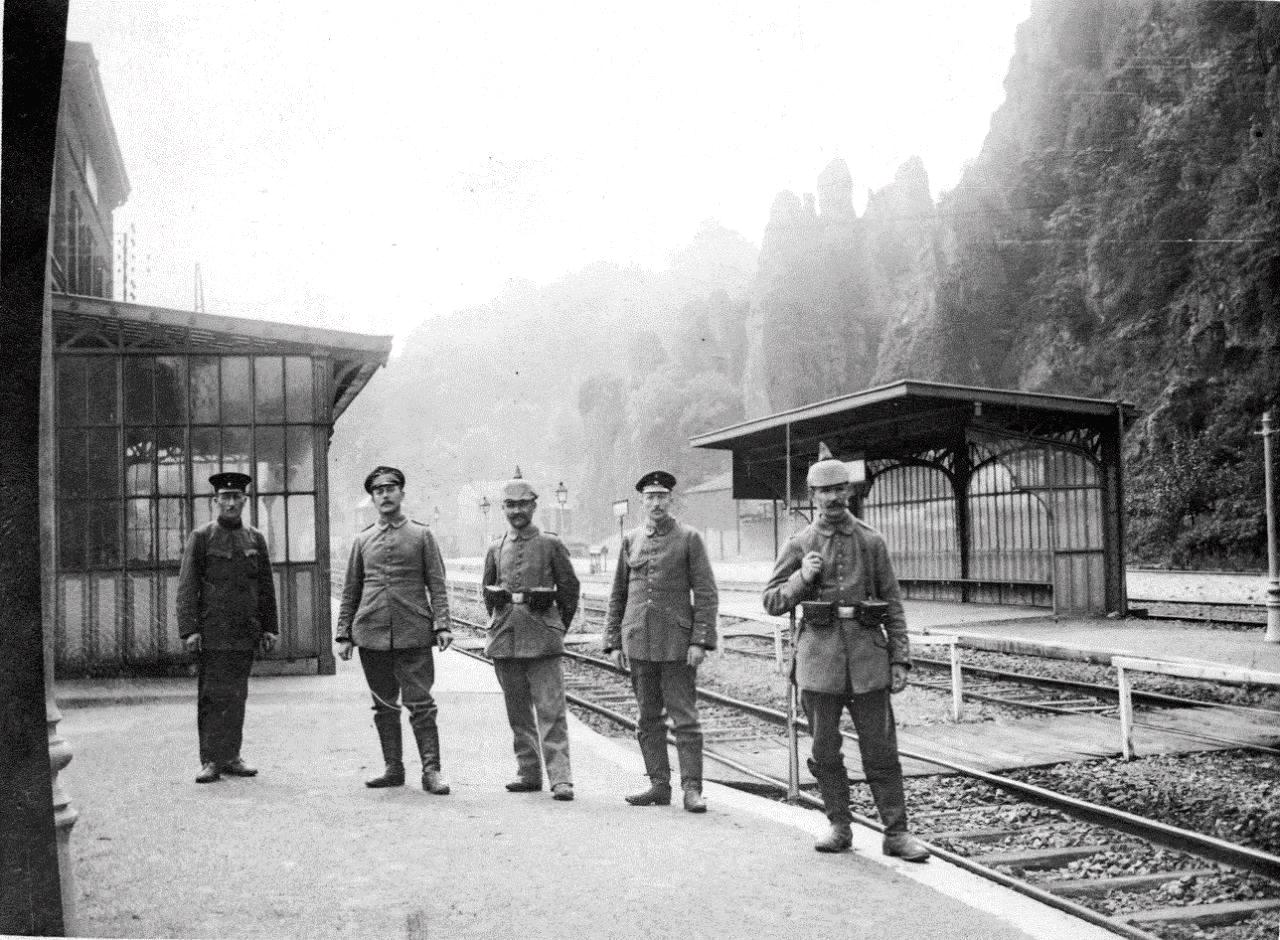
La gare occupée par les Allemands en 1915.

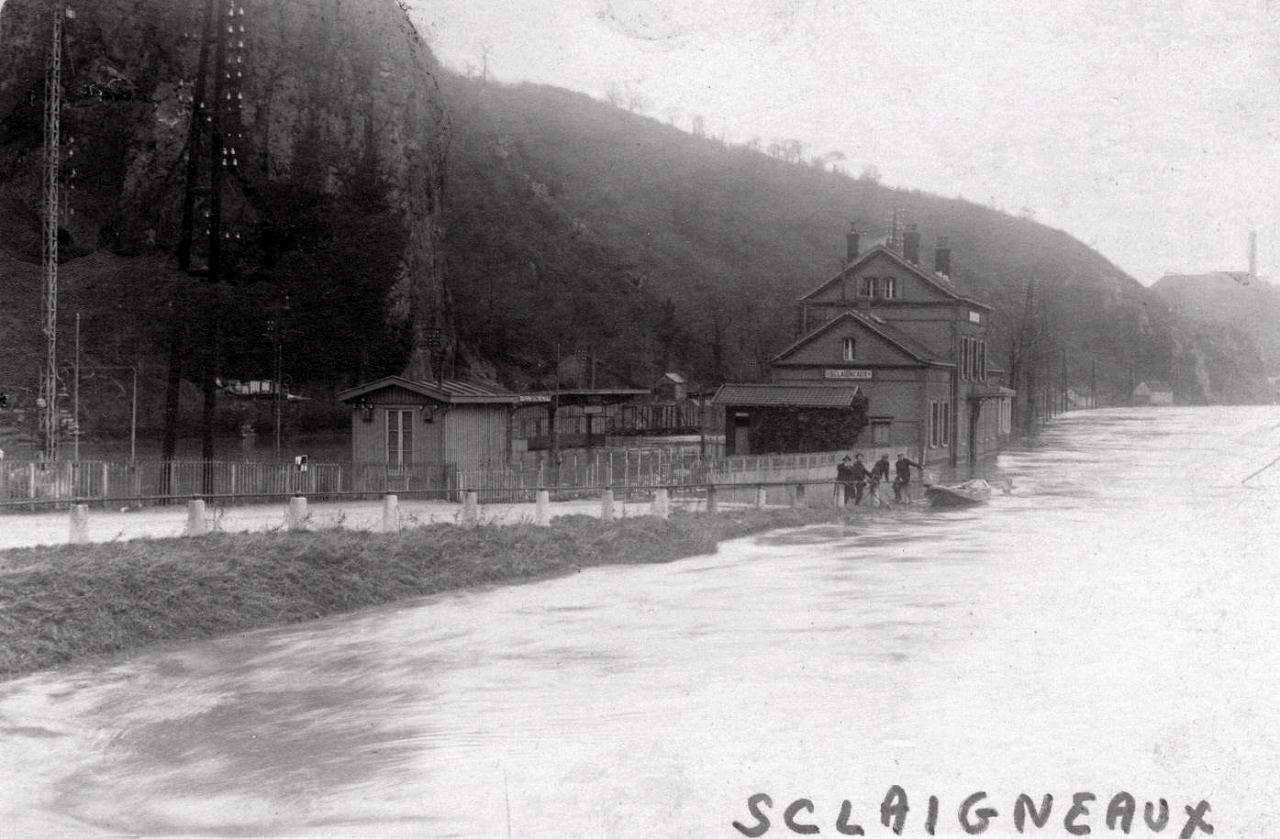
Lors des inondations de 1926.
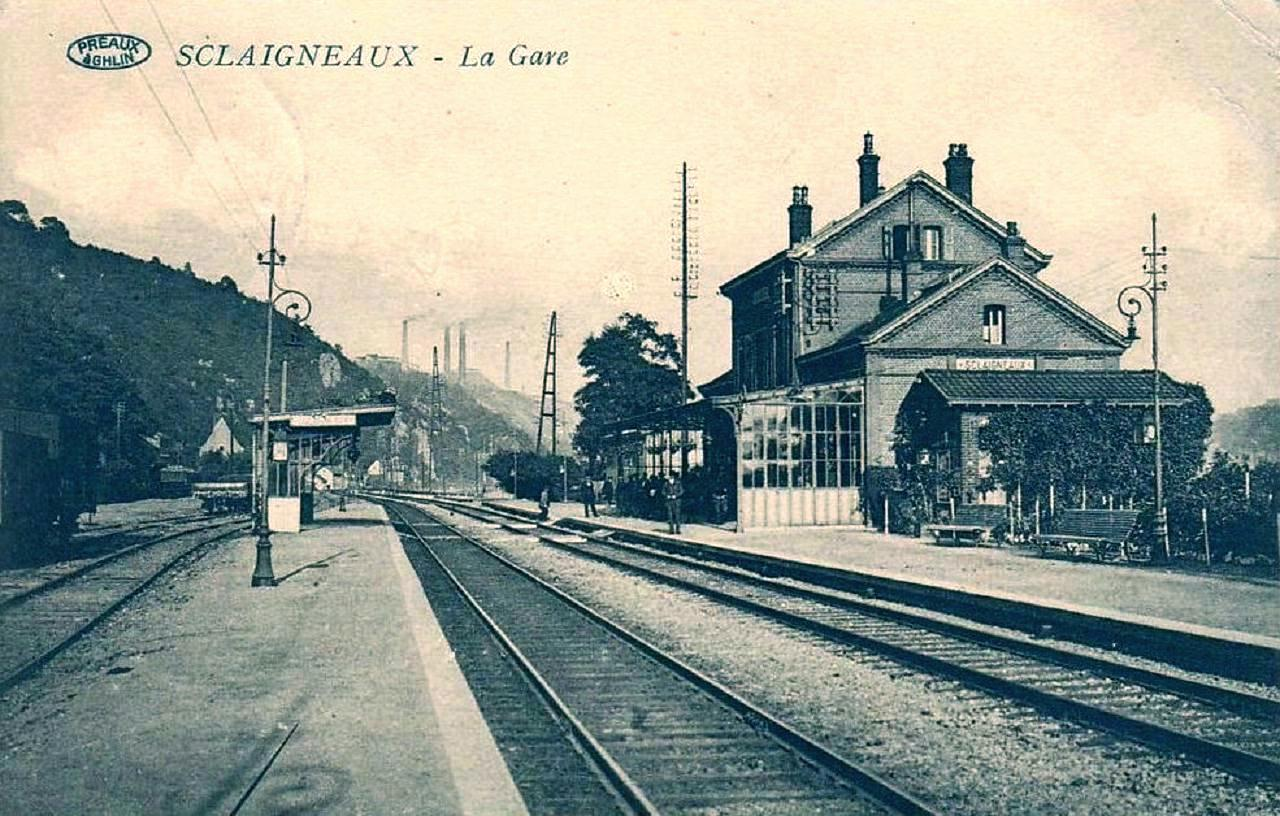
La gare vers 1940.
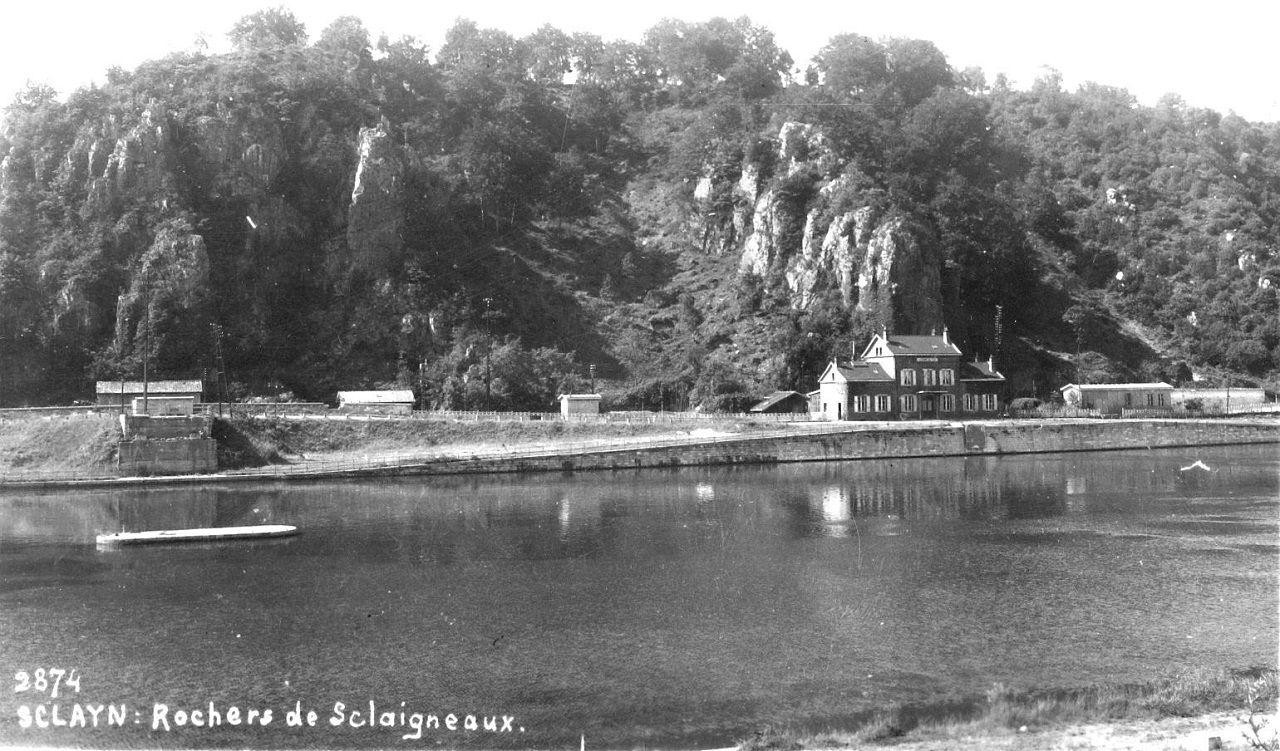
En 1948 avant la construction du 3e pont.
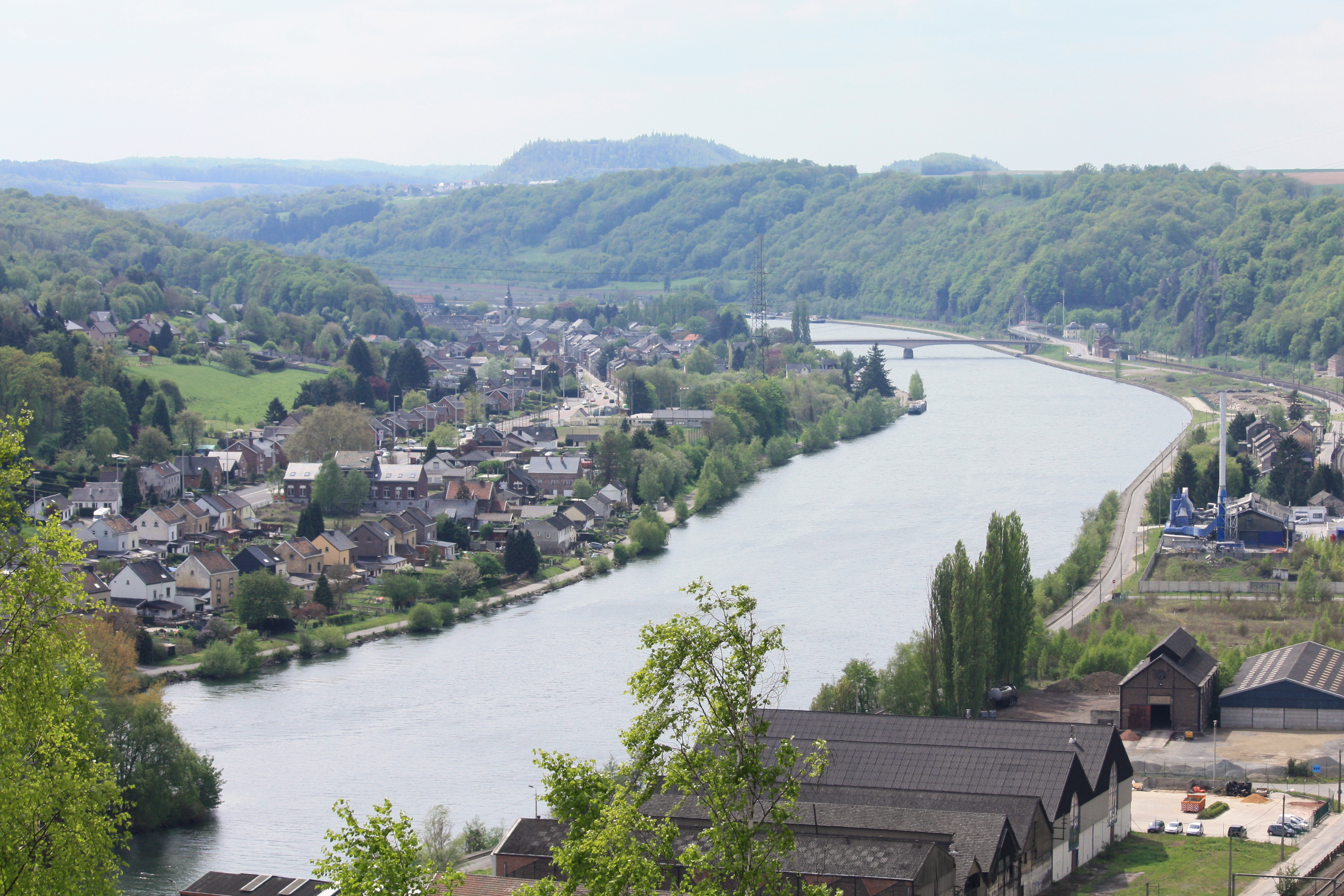
La gare est sur la droite avant le pont.

## Service des voyageurs

### Accueil
Halte SNCB, c'est un point d'arrêt non géré (PANG) à accès libre.
Une passerelle permet la traversée des voies et le passage d'un quai à l'autre.

### Desserte
Sclaigneaux est desservie par des trains Omnibus (L) et d'heure de pointe (P) de la SNCB qui effectuent des missions sur la ligne commerciale 125.
- en semaine, la desserte comprend un train L par heure dans chaque sens ;
- le week-end et les jours fériés ne circule qu'un train L toutes les deux heures.

Il existe également quelques trains supplémentaires (P) en semaine aux heures de pointe :
- deux trains P entre Huy et Namur (le matin) ;
- deux trains P entre Namur et Huy (l'après-midi).

### Intermodalité
La gare est desservie par des bus.
Le stationnement des véhicules est possible à proximité de l'ancien bâtiment voyageurs.

## Comptage voyageurs
Le graphique et le tableau montrent le nombre de passagers qui en moyenne embarquent durant la semaine, le samedi et le dimanche.
| Nombre de voyageurs qui embarquent à la gare de Sclaigneaux | Nombre de voyageurs qui embarquent à la gare de Sclaigneaux | Nombre de voyageurs qui embarquent à la gare de Sclaigneaux | Nombre de voyageurs qui embarquent à la gare de Sclaigneaux |
|                                                             | Semaine                                                     | Samedi                                                      | Dimanche                                                    |
| ----------------------------------------------------------- | ----------------------------------------------------------- | ----------------------------------------------------------- | ----------------------------------------------------------- |
| 1977                                                        | 174                                                         | 59                                                          | 31                                                          |
| 1978                                                        | 179                                                         | 53                                                          | 32                                                          |
| 1979                                                        | 173                                                         | 67                                                          | 28                                                          |
| 1980                                                        | 190                                                         | 48                                                          | 23                                                          |
| 1981                                                        | 204                                                         | 43                                                          | 19                                                          |
| 1982                                                        | 104                                                         | 21                                                          | 9                                                           |
| 1983                                                        | 178                                                         | 62                                                          | 16                                                          |
| 1984                                                        | 164                                                         | 11                                                          | 17                                                          |
| 1985                                                        | 128                                                         | 40                                                          | 31                                                          |
| 1986                                                        | 115                                                         | 25                                                          | 30                                                          |
| 1987                                                        | 119                                                         | 21                                                          | 22                                                          |
| 1988                                                        | 111                                                         | 27                                                          | 18                                                          |
| 1989                                                        | 123                                                         | 32                                                          | 20                                                          |
| 1990                                                        | 79                                                          | 29                                                          | 19                                                          |
| 1991                                                        | 98                                                          | 12                                                          | 14                                                          |
| 1992                                                        | 108                                                         | 24                                                          | 21                                                          |
| 1993                                                        | 92                                                          | 24                                                          | 19                                                          |
| 1994                                                        | 99                                                          | -                                                           | -                                                           |
| 1995                                                        | 75                                                          | -                                                           | -                                                           |
| 1996                                                        | 91                                                          | -                                                           | -                                                           |
| 1997                                                        | 93                                                          | -                                                           | -                                                           |
| 1998                                                        | 79                                                          | -                                                           | -                                                           |
| 1999                                                        | 82                                                          | -                                                           | -                                                           |
| 2000                                                        | 85                                                          | -                                                           | -                                                           |
| 2001                                                        | 75                                                          | -                                                           | -                                                           |
| 2002                                                        | 61                                                          | -                                                           | -                                                           |
| 2003                                                        | 61                                                          | 20                                                          | 10                                                          |
| 2004                                                        | 63                                                          | 14                                                          | 14                                                          |
| 2005                                                        | 85                                                          | 16                                                          | 13                                                          |
| 2006                                                        | 95                                                          | 20                                                          | 10                                                          |
| 2007                                                        | 77                                                          | 14                                                          | 10                                                          |
| 2008                                                        | -                                                           | -                                                           | -                                                           |
| 2009                                                        | 85                                                          | 15                                                          | 30                                                          |
| 2010                                                        | -                                                           | -                                                           | -                                                           |
| 2011                                                        | -                                                           | -                                                           | -                                                           |
| 2012                                                        | 102                                                         | 32                                                          | 25                                                          |
| 2013                                                        | 95                                                          | 25                                                          | 21                                                          |
| 2014                                                        | 98                                                          | 21                                                          | 19                                                          |
| 2015                                                        | 80                                                          | 13                                                          | 21                                                          |
| 2016                                                        | 86                                                          | 8                                                           | 13                                                          |
| 2017                                                        | 95                                                          | 13                                                          | 27                                                          |
| 2018                                                        | 71                                                          | 13                                                          | 15                                                          |
| 2019                                                        | 93                                                          | 10                                                          | 12                                                          |
| 2020                                                        | 85                                                          | 15                                                          | 12                                                          |
| 2021                                                        | -                                                           | -                                                           | -                                                           |
| 2022                                                        | 123                                                         | 55                                                          | 49                                                          |
| 2023                                                        | 152                                                         | 8                                                           | 12                                                          |
| 2024                                                        | 109                                                         | 22                                                          | 15                                                          |